# Município de Harlan (condado de Warren, Ohio)
O município de Harlan (em inglês: Harlan Township) é um município localizado no condado de Warren no estado estadounidense de Ohio. No ano de 2010 tinha uma população de 4 698 habitantes e uma densidade populacional de 39,99 pessoas por km².

## Geografia
O município de Harlan encontra-se localizado nas coordenadas 39° 18′ 19″ N, 84° 04′ 22″ O. Segundo a Departamento do Censo dos Estados Unidos, o município tem uma superfície total de 117.49 km², da qual 117.48 km² correspondem a terra firme e (0.01%) 0.02 km² é água.

## Demografia
Segundo o censo de 2010, tinha 4 698 pessoas residindo no município de Harlan. A densidade populacional era de 39,99 hab./km².